# Aït Ourir
Aït Ourir (arabisch آيت ورير, Zentralatlas-Tamazight ⴰⵢⵜ ⵓⵔⵉⵔ) ist eine Stadt und gleichzeitig Hauptort einer Landgemeinde mit etwa 57.000 Einwohnern am Fuß des Hohen Atlas in der Provinz Al Haouz in der Region Marrakesch-Safi, Marokko.

## Lage und Klima
Die Stadt Aït Ourir liegt an der vielbefahrenen Straße RN9 über den Hohen Atlas ca. 33 km südöstlich von Marrakesch am Oued Zat in einer Höhe von ca. 670 m; der weitere Verlauf der Straße führt über den 2260 m hohen Tizi n’Tichka-Pass und die Bergdörfer Aguelmous, Igherm n’Ougdal und vorbei an Aït Benhaddou nach Ouarzazate. Das Klima ist gemäßigt bis warm; Regen (ca. 570 mm/Jahr) fällt nahezu ausschließlich im Winterhalbjahr.

## Bevölkerungsentwicklung
| Jahr      | 1994   | 2004   | 2014   | 2024   |
| Einwohner | 12.162 | 20.005 | 39.108 | 56.954 |

Die Einwohner der Gemeinde sind nahezu ausnahmslos Berber; viele sind aus den umliegenden Bergdörfern zugewandert.

## Wirtschaft
Die traditionelle Wirtschaft konzentriert sich auf die Felder am Flussufer; hier wird hauptsächlich Gerste angebaut. Für den Anbau von Gemüse ist es meist zu kalt (Nachtfröste kann es auch im Sommer noch geben) und so muss dieses auf den Märkten gekauft oder getauscht werden. In der Hauptsache wird Viehzucht und Weidewirtschaft (Schafe und Ziegen) betrieben. Verbreitet sind auch Apfelbäume. Für die meisten Touristen ist Aït Ourir nur ein Durchgangsort auf ihrem Weg nach Aït Benhaddou und Ouarzazate. Beliebt ist Aït Ourir unter Hobbygeologen wegen der zahlreichen Mineralienfunde in der Umgebung.

## Geschichte
Wie in den meisten Berbergebieten Marokkos existieren keine schriftlichen Aufzeichnungen zur Geschichte des Ortes. Man kann jedoch davon ausgehen, dass der Platz von Halbnomaden aus den tieferliegenden Regionen des Landes auf ihren sommerlichen Wanderungen mit den Viehherden in die Bergregionen entdeckt und irgendwann später dann auch dauerhaft besiedelt wurde.

## Sehenswürdigkeiten
Seit den 1960er Jahren hat der Ort sein Aussehen vollständig verändert – die alten eingeschossigen, aus Steinen und Lehm erbauten und mit flachen Schilf- bzw. Strohdächern gedeckten Häuser sind weitgehend von zweigeschossigen Neubauten aus Beton (Fundament und Decken) und Hohlblockziegeln (Wände) verdrängt worden, die allesamt verputzt und in rötlichen Farbtönen gestrichen wurden. Sehenswert ist der Gemüse- und Viehmarkt (suq).